# Bankers Trust Company Building
El Bankers Trust Company Building es un edificio de oficinas ubicado en 205 West Congress Street en el Downtown de Detroit, Míchigan, dentro del Distrito Financiero. Diseñado por Wirt C. Rowland de Smith, Hinchman & Grylls y completado en 1925, el edificio ornamentado es un ejemplo exquisito de la arquitectura neorrenacentista italiana.

## Historia
The Bankers Trust Company se fundó en 1917 y sus oficinas se ubicaron originalmente en el Edificio del Banco Estatal de Ahorros, en la esquina noreste de las calles West Congress y Shelby.
Más tarde, el banco contrató al estudio de arquitectura de Smith, Hinchman & Grylls para diseñar un nuevo edificio de la sede en la misma calle; la estructura, diseñada por Wirt C. Rowland, se completó en 1925.
The Bankers Trust Company ocupó el edificio desde 1925 hasta 1948, cuando se mudó una empresa de corretaje. La estructura más tarde albergó un restaurante de comida rápida, un restaurante y varios clubes nocturnos, antes de venderse en 2015 a un comprador no identificado por 3 millones de dólares.

## Descripción
El edificio de dos pisos está revestido con terracota e incluye elaboradas decoraciones exteriores de estilo neorrománico italiano, con enormes ventanas arqueadas diseñadas para permitir luz en la sala de bancos. Los grandes arcos del primer piso se repiten en el segundo. Columnas de mármol verde rematadas con leones flanquean la entrada de la esquina, que una vez tuvo una puerta giratoria (ahora retirada). El interior ha sido remodelado varias veces ya que la estructura sirvió para diferentes usos. La adición de tres pisos en Shelby Street, diseñada en el estilo racionalista, se completó en 1960.